# Массенбахгаузен
Массенбахгаузен (нім. Massenbachhausen) — громада в Німеччині, знаходиться в землі Баден-Вюртемберг. Підпорядковується адміністративному округу Штутгарт. Входить до складу району Гайльбронн.
Площа — 8,76 км2. Населення становить 3574 ос. (станом на 31 грудня 2020).